# Chilcas
Chilcas es un distrito, paraje y centro rural de población con junta de gobierno de 4.ª categoría del departamento Victoria, en la provincia de Entre Ríos, República Argentina. 
No fue considerada localidad en los censos de 1991 y de 2001 por lo que la población fue censada como rural dispersa. La población de la jurisdicción de la junta de gobierno era de 211 habitantes en 2001.
El centro rural de población fue creado mediante el decreto 1007/1984 MGJE del 30 de marzo de 1984, abarcando la totalidad del distrito Chilcas. Su primera junta de gobierno fue designada mediante el decreto 1015/1984 MGJE del 2 de abril de 1984. Los límites jurisdiccionales fueron establecidos por decreto 6248/1986 MGJE del 17 de diciembre de 1986. Nuevas autoridades fueron designadas en 1985 y 2000, pasando a ser elegidas por el pueblo desde 2004.

## Toponimia
Debe su nombre a la abundancia de la "chilca" baccharis.